# Baychester Avenue
Baychester Avenue è una fermata della metropolitana di New York, situata sulla linea IRT Dyre Avenue. Nel 2016 è stata utilizzata da 1 112 259 passeggeri.
È servita dalle linee 2 Seventh Avenue Express, attiva solo nei fine settimana, e 5 Lexington Avenue Express, attiva solo nei giorni feriali.